# Babcock Borsig Service
 (février 2012).
Babcock Borsig Service GmbH (BBS GmbH) est la société mère de Babcock Borsig Service Group. BBS GmbH est une entreprise prestataire international de services dans l'industrie de production d'énergie, avec près de 2800 employés et techniciens. 

## Histoire
En 1970, Deutsche Babcock acheta Borsig AG et, par conséquent, quelques années plus tard le nom de la société changea en Babcock Borsig AG.
Depuis 2005, Babcock Borsig Service Group est une société filiale de Bilfinger Berger AG. De toute façon, bien avant l'intégration, des branches avaient déjà été établies à l'étranger: des filiales directes comme Deutsche Babcock Middle East aux Émirats arabes unis, mais aussi quelques coentreprises, comme Deutsche Babcock Al Jaber au Qatar.
Après cette intégration, BBS GmbH et toutes ses branches, affiliées et coentreprises fonctionnent depuis mai 2006 sous l'égide de Bilfinger Berger Power Services (BBPS GmbH) ).
Bien outre la GmbH, il y a un certain nombre de filiales appartenant au Groupe. 
Les principales sociétés sont Steinmüller, Babcock Noell et Babcock Borsig Power Holdings en Afrique du Sud.

## Domaines d'activités
La Division Bilfinger Berger Power Services s’occupe de la maintenance, du service, de l’amélioration de l'efficacité, de l'extension de la vie et de la fourniture de composants. La BBPS GmbH fournit des services pour les centrales électriques conventionnelles et nucléaires, pour les plants de dessalement des eaux, des mines et des autres industries telles que les industries chimiques, pétrochimiques et de production d'acier, pour l'incinération des déchets, pour les plants de traitement des eaux usées et des centres de recherche en physique des particules, la fusion nucléaire et de l'ingénierie nucléaire.